# بيدرو توريس
بيدرو توريس (بالإسبانية: Pedro Torres Cruces)‏ ولد بتاريخ 27 أبريل 1949 في أومياديرو، هو دراج إسباني سابق في صنف سباق الدراجات على الطريق.

## سجل النتائج

### سباقات أو مراحل فاز بها
- طواف فرنسا
- طواف إسبانيا

## وصلات خارجية
- الموقع الرسمي

## روابط خارجية
- بيدرو توريس على موقع أرشيف الدراجات (الإنجليزية)
- بيدرو توريس على موقع إحصائيات الدراجات الإحترافية (الإنجليزية)
- بيدرو توريس على موقع CycleBase (الإنجليزية)